# باتريك براون (لاعب كرة قدم أمريكية)
باتريك براون (بالإنجليزية: Patrick Brown)‏ هو لاعب كرة قدم أمريكية أمريكي، ولد في 25 ديسمبر 1986 في نابرفيل في الولايات المتحدة.

## وصلات خارجية
- باتريك براون على موقع مرجع كرة القدم المحترفة.كوم (الإنجليزية)